# Флорида (Огайо)
Флорида (англ. Florida) — селище (англ. village) в США, в окрузі Генрі штату Огайо. Населення — 215 осіб (2020).

## Географія
Флорида розташована за координатами 41°19′26″ пн. ш. 84°12′1″ зх. д. / 41.32389° пн. ш. 84.20028° зх. д. (41.323787, -84.200209).  За даними Бюро перепису населення США в 2010 році селище мало площу 0,58 км², уся площа — суходіл.

## Демографія
Згідно з переписом 2010 року, у селищі мешкали 232 особи в 94 домогосподарствах у складі 67 родин. Густота населення становила 398 осіб/км².  Було 106 помешкань (182/км²).
Расовий склад населення:
| - 96,6 % — білих - 0,4 % — азіатів - 1,7 % — осіб інших рас |

До двох чи більше рас належало 1,3 %. Частка іспаномовних становила 6,0 % від усіх жителів.
За віковим діапазоном населення розподілялося таким чином: 22,8 % — особи молодші 18 років, 57,8 % — особи у віці 18—64 років, 19,4 % — особи у віці 65 років та старші. Медіана віку мешканця становила 42,7 року. На 100 осіб жіночої статі у селищі припадало 85,6 чоловіків;  на 100 жінок у віці від 18 років та старших — 92,5 чоловіків також старших 18 років.
Середній дохід на одне домашнє господарство  становив 54 002 долари США (медіана — 50 000), а середній дохід на одну сім'ю — 57 536 доларів (медіана — 58 611). Медіана доходів становила 47 250 доларів для чоловіків та 25 938 доларів для жінок. За межею бідності перебувало 20,2 % осіб, у тому числі 41,2 % дітей у віці до 18 років та 2,5 % осіб у віці 65 років та старших.
Цивільне працевлаштоване населення становило 116 осіб. Основні галузі зайнятості: виробництво — 28,4 %, науковці, спеціалісти, менеджери — 18,1 %, освіта, охорона здоров'я та соціальна допомога — 18,1 %.